# فردوس الزهراء
فردوس الزهراء (بالفارسية: بهشت زهراء) رواية إيرانية مصوّرة كتبها أمير سلطانيورسمها خليل. وقد تم رسم وكتابة الرواية ضمن قالب الكوميديا السوداء السياسية أو ما يُسمى بويب كومكس، تحاكي تلك الكوميديا وضع إيران ضمن أحداث الثورة الخضراء. تدور القصة الأساسية حول أم تبحث عن ابنها مهدي الذي اختفى في الانتخابات الإيرانية عام 2009. تم نشر النسخة الإلكترونية من الرواية على الإنترنت في أوائل عام 2010، ثم نُشرت النسخة الورقية عام 2011 وسط العديد من المراجعات الإيجابية في الصحافة والمدونات الإعلامية. ترجمتها إلى العربية دار صفصافة في القاهرة وتمت ترجمة القصة المصورة في الموقع الإلكتروني إلى 16 لغة عالمية.

## فريق النشر
يقف خلف رواية فردوس الزهراء فريق متنوع من فنانين مهاجرين، فالقصة من تأليف كاتب إيراني وهو أمير سلطاني ورسام العمل خليل فنانٌ جزائري ومهمة التحرير كانت لمحررٍ يهودي اختار عدم الكشف عن اسمه لأسباب سياسية. 

## القصة
تدور أحداث القصة في أعقاب انتخابات إيران الرئاسية عام 2009 المُتنازع عليها.  العقدة هي البحث عن مهدي، وهو شاب له أراء سياسية اختفى ضمن المظاهرات، من قِبل الشرطة السرية الحكومية. والرواية كاملةً هي مسيرة أم مهدي وأخيه مدون في البحث عنه.  عنوان الرواية يرمز إلى بهشت زهرا أكبر مقبرة في طهران، و استُخدم اللون الاخضر على الغلاف تكريمًا للثورة الخضراء. ترد ضمن الرواية شخصياتٌ وأرقامٌ حقيقية مثل محسن روح الأميني الذي قُتل في سجن ايفين في عام 2009 وسهراب عرابي الذي قتل بالرصاص في الاحتجاجات، ندا آغا سلطان التي قتلت رميًا بالرصاص أيضًا، والذين دُفنوا جميعًا في مقبرة الزهراء. كما يرد اسم حسين درخشان الإيراني الكندي الذي ساعد في إثارة حركة التدوين الإيرانية، قبل أن يعود طوعًا إلى وطنه في عام 2008، ليُسجن إلى أجلٍ غير مسمى. وصولاً إلى الصحفية الكندية الإيرانية زهراء كاظمي والتي عُرفت بتحقيقاتها في المفقودين في إيران، وتعرضت للضرب عند اعتقالها حتى الموت عام 2003. 